# Kowloon City District SA
Der Kowloon City District Sports Association (chinesisch 九龍城區體育會) ist eine 2002 gegründete Fußballmannschaft aus Hongkong. Aktuell spielt der Klub in der höchsten Liga der Stadt, der Hong Kong Premier League. (Stand Februar 2025)

## Namenshistorie
| von  | bis  | Name                               |
| ---- | ---- | ---------------------------------- |
| 2002 | 2021 | Kowloon City (九龍城)              |
| 2021 | 2024 | EnGenius Kowloon City (駿英九龍城) |
| 2024 |      | Kowloon City (九龍城)              |

## Erfolge
- Hong Kong First Division

1. Platz: 2023/24
2. Platz: 2022/23

## Trainer
| Trainer        | von             | bis             |
| -------------- | --------------- | --------------- |
| Lau Tung-Ping  | 1. Juli 2019    | 13. August 2022 |
| Yan Lik-Kin    | 14. August 2022 | 11. Juli 2023   |
| Tai Sze-Chung  | 12. Juli 2023   | 9. Juli 2024    |
| Chan Ming-Kong | 10. Juli 2024   |                 |